# Hop (2011.)
Hop je računalno-animirani film iz 2011. godine animacijskoga studija Illumination Entertainment. Redatelj filma je Tim Hill, a glasove u originalnoj verziji posudili su između ostalih i James Marsden, Russell Brand, Kaley Cuoco, Hank Azaria, Gary Cole, Elizabeth Perkins, David Hasselhoff, Chelsea Handler i Hugh Laurie. Producenti su Chris Meledandri, Michele Imperato Stabile, a film je distribuirao Universal Pictures. Scenarij potpisuju Cinco Paul, Ken Daurio i Brian Lynch.
Film je zaradio 184 milijuna dolara diljem svijeta. Recenzije i kritike su bile izuzetno pozitivne pohvaljujući osobito inovativnu animaciju i duhovitost scenarija.

## Radnja
Spajajući vrhunsku animaciju s živom akcijom, HOP je komedija o U. Z.-ju, sinu tinejdžeru Uskrnog Zeke. Netom prije nego što će preuzeti obiteljski posao, U. Z. odlazi u Hollywood za snom da postane bubnjar. Susreće Freda, nezaposlenog lijenčinu s vlastitim neostvarivim ciljevima koji slučajno udari U. Z.-ja autom. Hineći ozljedu, U. Z. navede Freda da ga primi k sebi te Fred zaglavi s najgorim gostom na svijetu. Zajedno će doživjeti niz urnebesnih nezgoda i na kraju pomoći jedan drugom da shvate važnost obitelji.

## Glavne uloge
- James Marsden - Frederick "Fred" O'Hare
- Coleton Ray - Young Fred
- Kaley Cuoco - Samantha "Sam" O'Hare
- Gary Cole - Henry O'Hare
- Elizabeth Perkins - Bonnie O'Hare
- Tiffany Espensen - Alexandra "Alex" O'Hare
- David Hasselhoff - Himself
- Chelsea Handler - Mrs. Beck
- Dustin Ybarra - Cody
- Russell Brand - Hoff Knows Talent
- Russell Brand - E.B.
- Django Marsh - Young E.B.
- Hank Azaria - Carlos i Phil
- Hugh Laurie - Mr. Bunny
- Hugh Hefner - Playboy Mansion

## Hrvatska sinkronizacija
| Ime              | Engleska inačica  | Hrvatska inačica |
| ---------------- | ----------------- | ---------------- |
| Bibi             | Russell Brand     | Ivan Glowatzky   |
| Fred O'Hare      | James Marsden     | Filip Juričić    |
| Sam O'Hare       | Kaley Cuoco       | Iva Šulentić     |
| Gđa. Beck        | Chelsea Handler   | Željka Ogresta   |
| David Hasselhoff | David Hasselhoff  | Dubravko Merlić  |
| Karlo            | Hank Azaria       | Edvin Liverić    |
| Bibin otac       | Hugh Laurie       | Dražen Čuček     |
| Bonnie O'Hare    | Elizabeth Perkins | Bojana Gregorić  |
| Henry O'Hare     | Gary Cole         | Enes Vejzović    |

### Ostali glasovi
- Walter Neugebauer
- Ivan Brkinjač
- Dalibor Petko
- Zvonimir Zoričić
- Božidar Smiljanić
- Pero Juričić
- Robert Tot
- Martina Kapitan Bregović
- Božidar Peričić
- Hrvoje Ivkošić
- Želimir Panić
- Henrik Šimunković
- Mima Karaula
- Magdalena Mihovec
- Robert Šantek
- Silvio Šop
- Davor Bradač
- Tanja Biškić

### Sinkronizacija
- Sinkronizacija: Duplicato Media d.o.o.
- Redateljica dijaloga: Ivana Vlkov Wagner
- Prijevod i adaptacija: Ivanka Aničić i Vladimir Cvetković Sever
- Redateljica vokalnih izvedbi: Mima Karaula

## Unutarnje poveznice
- Illumination Entertainment
- Universal Pictures

## Vanjske poveznice
- Hop u internetskoj bazi filmova IMDb-a (engl.)
- Hop (2011.) na Rotten Tomatoes (engl.)